# Ангус (коммуна)
Ангу́с (фр. Angous) — коммуна во Франции, находится в регионе Новая Аквитания. Департамент — Атлантические Пиренеи. Входит в состав кантона Кёр-де-Беарн. Округ коммуны — Олорон-Сент-Мари.
Код INSEE коммуны — 64025.

## География

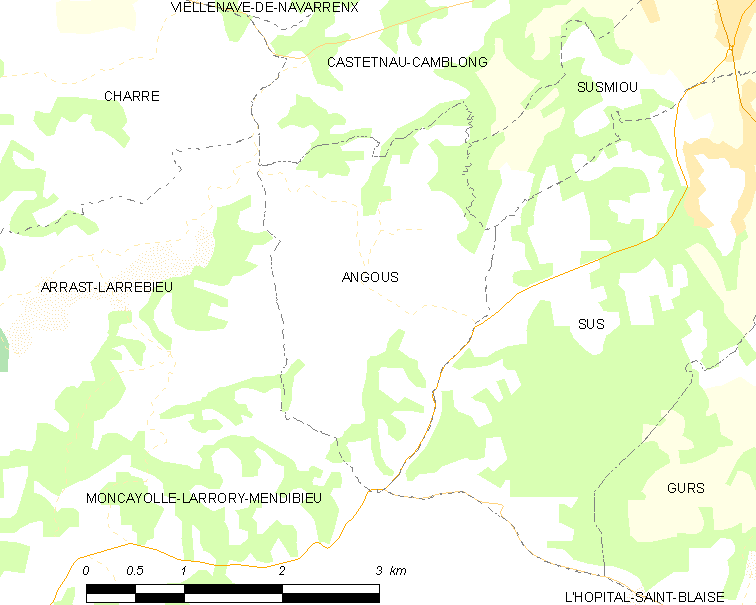
Карта коммуны

Коммуна расположена приблизительно в 670 км к югу от Парижа, в 175 км южнее Бордо, в 36 км к западу от По.

### Климат
Климат тёплый океанический. Зима мягкая, средняя температура января — от +5°С до +13°С, температуры ниже −10 °C бывают редко. Снег выпадает около 15 дней в году с ноября по апрель. Максимальная температура летом порядка 20-30 °C, выше 35 °C бывает очень редко. Количество осадков высокое, порядка 1100 мм в год. Характерна безветренная погода, сильные ветры очень редки.

## Население
Население коммуны на 2010 год составляло 109 человек.
| 1962 | 1968 | 1975 | 1982 | 1990 | 1999 | 2010 |
| ---- | ---- | ---- | ---- | ---- | ---- | ---- |
| 196  | 158  | 151  | 129  | 121  | 111  | 109  |

## Администрация
| Период | Период | Фамилия                | Партия | Примечания |
| ------ | ------ | ---------------------- | ------ | ---------- |
| 1995   | 2001   | Давид Лейус            |        |            |
| 2001   | 2008   | Роже Эйереманди        |        |            |
| 2008   | 2020   | Франсис Лансало-Матрас |        |            |

## Экономика
В 2010 году среди 60 человек трудоспособного возраста (15-64 лет) 50 были экономически активными, 10 — неактивными (показатель активности — 83,3 %, в 1999 году было 75,4 %). Из 50 активных жителей работали 47 человек (25 мужчин и 22 женщины), безработных было 3 (1 мужчина и 2 женщины). Среди 10 неактивных 2 человека были учениками или студентами, 3 — пенсионерами, 5 были неактивными по другим причинам.

## Достопримечательности
- Церковь Св. Андрея (XIX век)[4]

## Фотогалерея

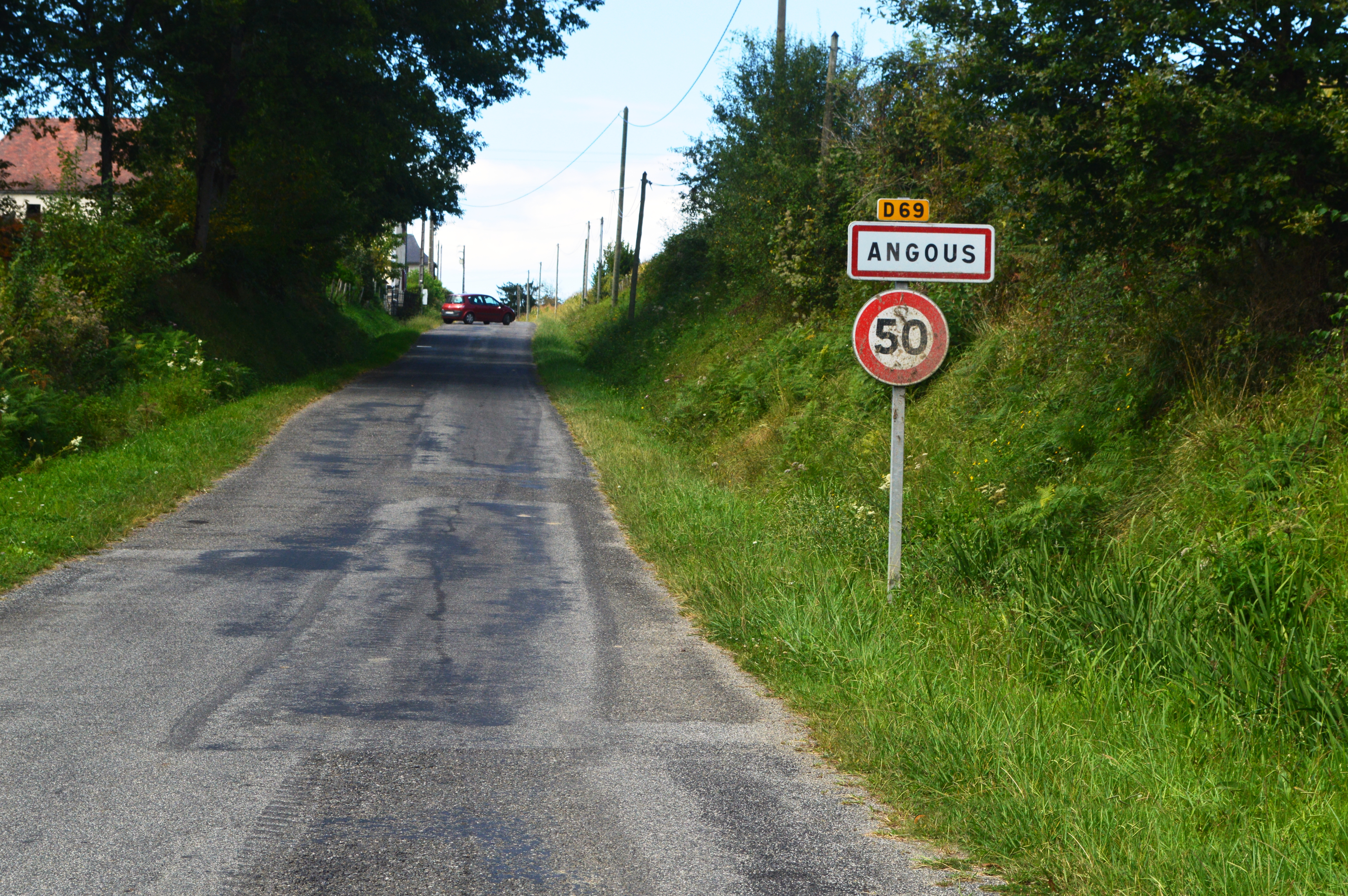
Въезд в Ангус
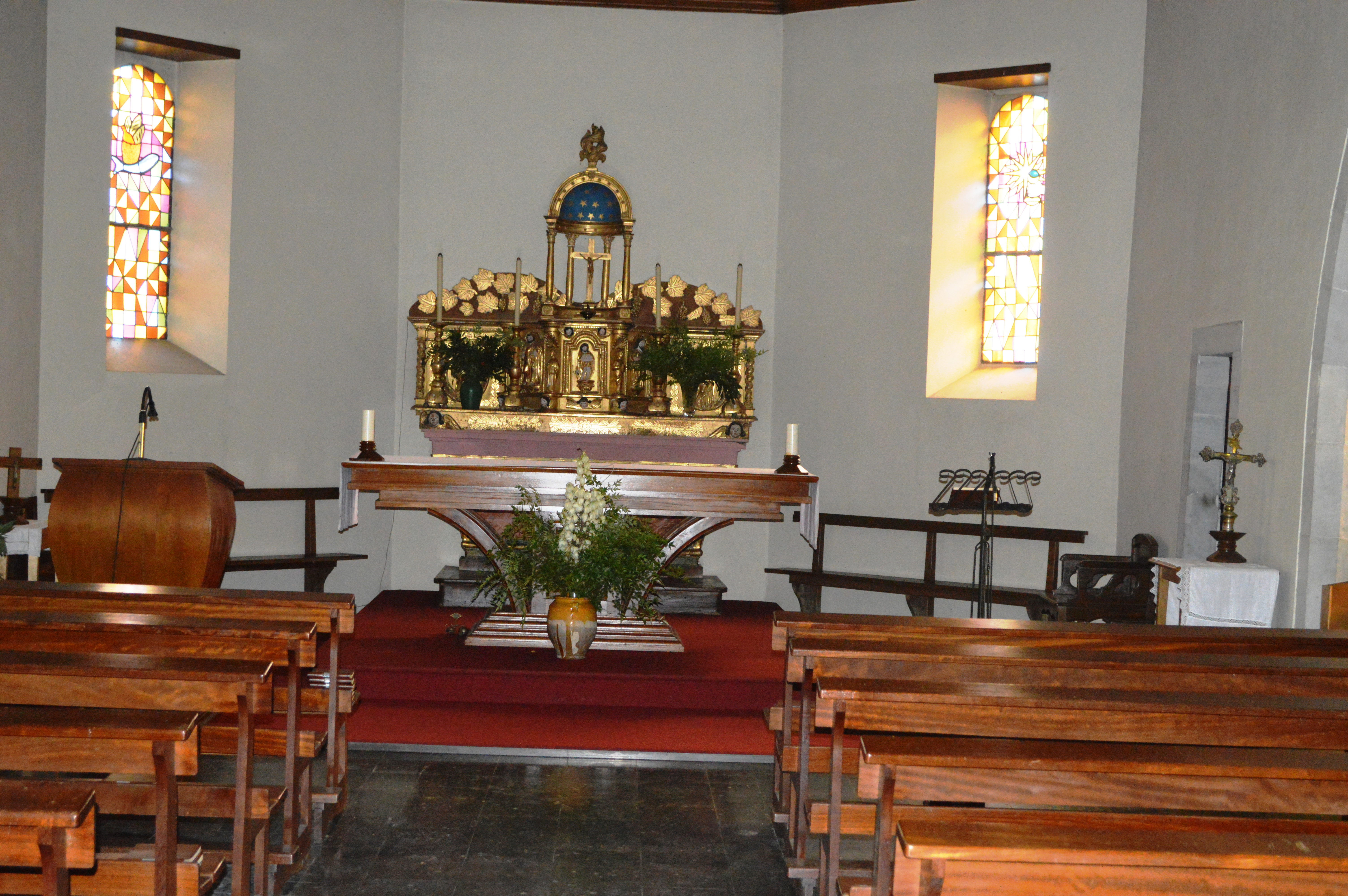
Интерьер церкви Св. Андрея
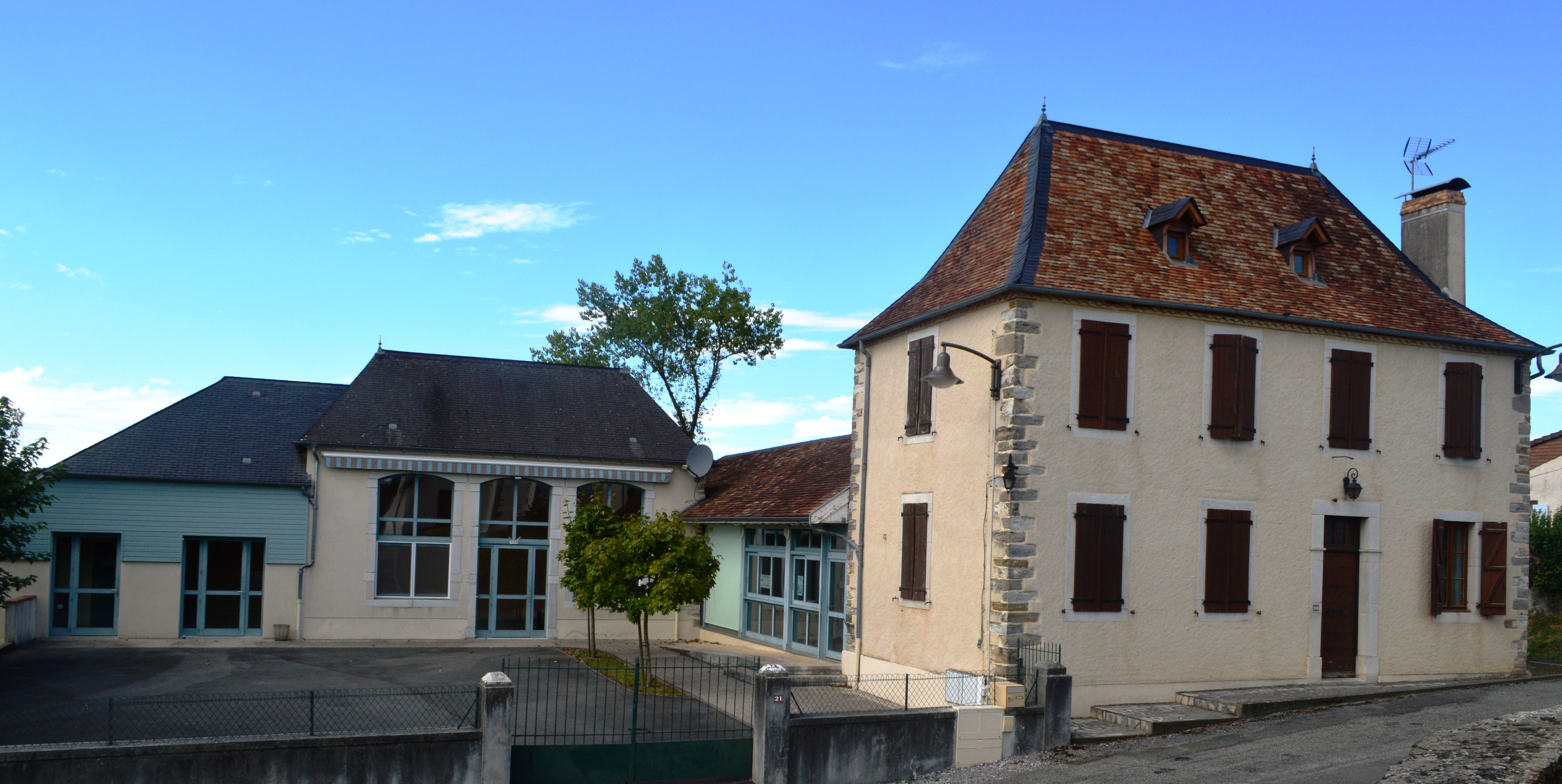
Школа
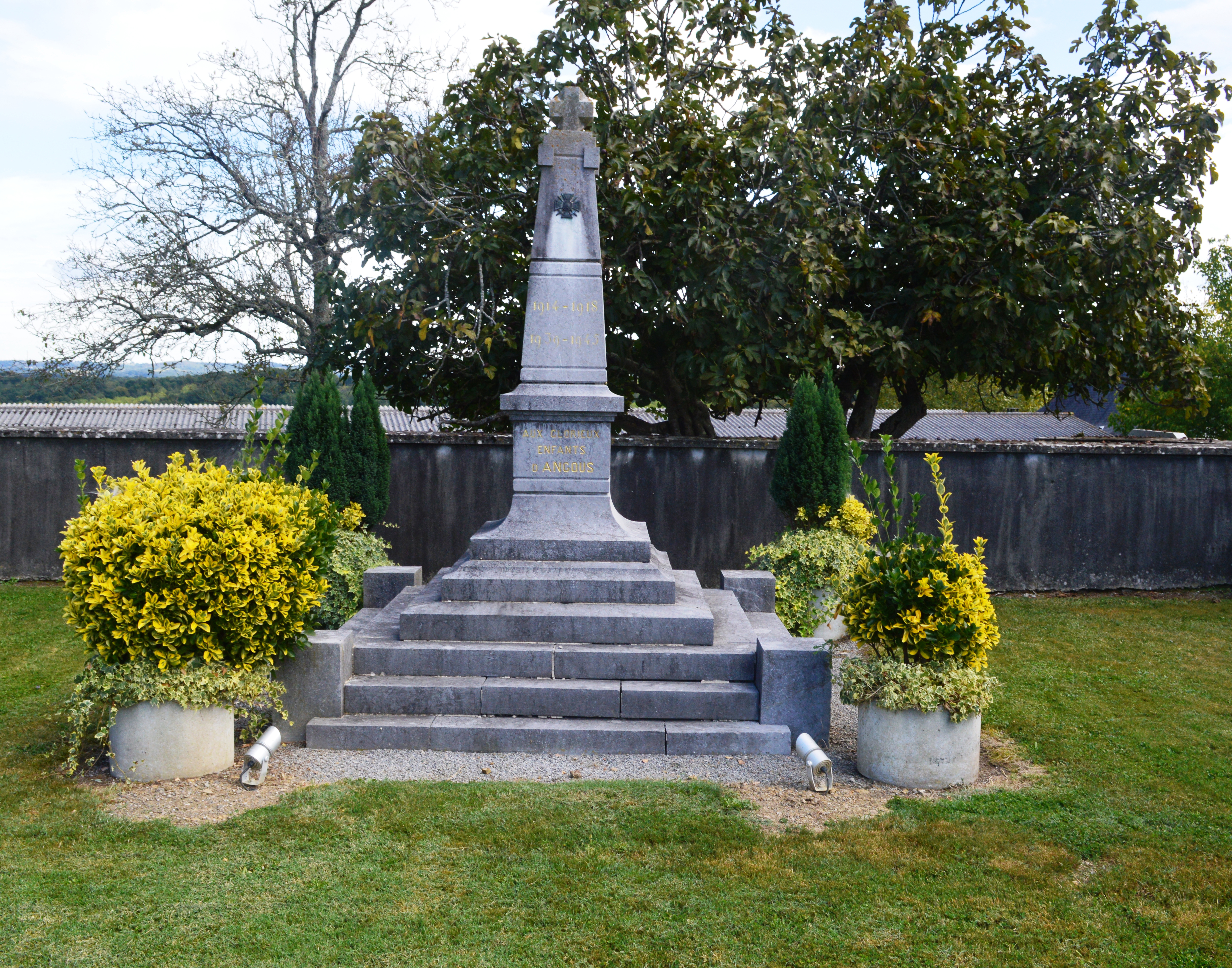
Военный мемориал